# ALF: The Animated Series
ALF: The Animated Series (ook: Alf on Melmac) is een Amerikaanse animatieserie. De serie is een spin-off van de televisieserie Alf. Ze liep twee seizoenen, met in totaal 26 afleveringen.

## Plot
De serie dient als prequel voor de serie ALF en toont Alfs leven op zijn thuisplaneet Melmak, voordat deze ontplofte. Alf wordt voortdurend bij zijn echte naam genoemd, Gordon, daar Alf een naam is die hij kreeg na te zijn neergestort op Aarde.
Bijna elke aflevering werd ingeleid en afgesloten door een live-action Alf.
Veel van de humor in de serie komt voort uit het feit dat de personages activiteiten doen die voor hun normaal zijn, maar voor de kijker vreemd. Daarnaast wordt er soms gerefereerd aan de live-action serie. In een van de afleveringen kijken Alf en zijn ouders naar een serie waarin een aardbewoner neerstort op Melmac en bij een Melmac’s gezin moet wonen.

## Personages en cast
- Augie Shumway—Gordons kleine zusje, stem door Paulina Gillis
- Bob Shumway—Gordons vader, stem door Thick Wilson
- Cantfayl— de commandant, stem door Len Carlson
- Curtis Shumway—Gordons kleine broertje, stem door Michael Fantini
- Eggbert Petty, stem door Dan Hennessey
- Flo Shumway—Gordons moeder, stem door Peggy Mahon
- Gordon Shumway/Alf—De ster van de show, stem door Paul Fusco
- Larson Petty— de schurk, stem door Thick Wilson
- Madame Poughkeepsie— de toekomstvoorspeller
- Rhonda—Gordons vriendin, stem door Paulina Gillis
- Sargent Staff, stem door Len Carlson
- Skip—Gordons vriend, stem door Rob Cowan
- Rick Fusterman—Gordons andere vriend, stem door Paul Fusco
- Stella — de serveerster, stem door Ellen-Ray Hennessy
- Spudder—Curtis' vriend

## Afleveringen

### Seizoen 1 (1987-1988)
- Hair Today, Bald Tomorrow
- Two for the Brig
- Gordon Ships Out
- Birdman of Melmac
- Pismo and the Orbit Gyro
- 20,000 Years in Driving School
- Pride of the Shumways
- Captain Bobaroo
- Neep at the Races
- Salad Wars
- Tough Shrimp Don't Dance
- Home Away from Home

### Seizoen 2 (1988-1989)
- Flodust Memories
- Family Feud
- Clams Never Sang for My Father
- A Mid-Goomer Night's Dream
- The Bone Losers
- Thank Gordon for Little Girls
- Hooray for Mellywood
- The Spy from East Velcro
- He Ain't Seafood, He's My Brother
- Looking for Love in All the Wrong Places
- he Slugs of Wrath
- Housesitting for Pokipsi
- Skipper's Got a Brand New Dad

## Spin-off
Gedurende seizoen twee kreeg de serie een spin-off getiteld ALF Tales.